# رودبيش (مقاطعة فومن)
رودبيش (بالفارسية: رودپیش) هي قرية تقع في غيلان في إيران. يقدر عدد سكانها بـ 2,274 نسمة .